# Hermann von Richthofen
Hermann Manfred Georg Freiherr von Richthofen (* 20. November 1933 in Breslau; † 17. Juli 2021 in Berlin) war ein deutscher Diplomat. Der promovierte Jurist war deutscher Botschafter in London 1989–1993 und bei der NATO 1993–1998.

## Leben
Richthofen war das zweite von drei Kindern des Friedrich Herbert von Richthofen (1900–1966) und seiner Ehefrau Gisela geb. Schoeller (* 1908).
Nach dem Abitur studierte von Richthofen 1955–1958 an der Ludwig-Maximilians-Universität München und der Ruprecht-Karls-Universität Heidelberg Rechtswissenschaft. 1955 wurde er im Corps Vandalo-Guestphalia Heidelberg recipiert. Als Inaktiver wechselte er an die Rheinische Friedrich-Wilhelms-Universität Bonn. 1963 wurde er an der Rechtswissenschaftlichen Fakultät der Universität zu Köln zum Dr. iur. promoviert. Hermann von Richthofen wurde zum Ehrendoktor mit dem Grad des LLD der Universität Birmingham im Jahr 2000 ernannt.
1963 trat von Richthofen in den Auswärtigen Dienst der Bundesrepublik ein. Seine Laufbahn führte ihn nach Boston (1964–1966), Saigon (1966–1968), Jakarta (1968–1970) und in die Deutsche Demokratische Republik. Den Höhepunkt seiner Karriere erreichte er in den 1980er Jahren mit der Ernennung zum deutschen Botschafter in London. Zuletzt war er bis zum Eintritt in den Ruhestand im Jahr 1998 deutscher Vertreter bei der NATO. 1999 wurde er mit dem Großen Bundesverdienstkreuz ausgezeichnet.
Von 1999 bis 2003 war er Beauftragter des Ministerpräsidenten von Brandenburg für die Zusammenarbeit mit Polen. Für seine Verdienste auf diesem Gebiet wurde er 2006 mit dem Verdienstorden des Landes Brandenburg ausgezeichnet.

## Ehe
Richthofen heiratete am 26. März 1966 in Urfeld bei Köln Christa Gräfin von Schwerin (* 9. Juni 1942 in Königsberg), eine Tochter des Grafen Otto von Schwerin (1894–1945) und dessen zweiten Ehefrau Esther geb. Gräfin Eckbrecht von Dürckheim-Montmartin (1904–1985). Aus der Ehe gingen ein Sohn und zwei Töchter hervor.